# Champagne-Vigny
Champagne-Vigny is een gemeente in het Franse departement Charente (regio Nouvelle-Aquitaine) en telt 184 inwoners (1999). De plaats maakt deel uit van het arrondissement Angoulême.

## Geografie
De oppervlakte van Champagne-Vigny bedraagt 8,4 km², de bevolkingsdichtheid is 21,9 inwoners per km².
De onderstaande kaart toont de ligging van Champagne-Vigny met de belangrijkste infrastructuur en aangrenzende gemeenten.

## Demografie
Onderstaande figuur toont het verloop van het inwonertal (bron: INSEE-tellingen).

1. ↑  Populations de référence 2022.